# Хавок (Marvel Comics)
Хэвок (англ. Havok; настоящее имя — Александр Саммерс (англ. Alexander Summers)) — супергерой вселенной Marvel Comics, впервые появившийся в 54-м выпуске комикса Uncanny X-Men в марте 1969 года.

## Биография Хэвока
Александр Саммерс родился в Гонолулу. Он второй сын майора ВВС США Кристофера Саммерса (Корсар) и его жены Кэтрин Энн. Впоследствии семья переехала на Аляску в город Анкоридж. Однажды, когда Саммерсы летели на самолете, он попал под атаку космического корабля Ши’ар. После того как самолет загорелся и стал падать, родители прикрепили Алекса и его старшего брата Скотта к парашюту и вытолкнули их наружу в надежде, что они выживут. Мальчики Саммерс были найдены и переданы в детский дом. Алекс вскоре был усыновлен, а Скотту пришлось провести там большую часть своего детства.
Хэвок — младший брат Циклопа из Людей Икс и старший брат Вулкана. Он часто обижается на авторитетное отношение Циклопа и его репутацию как идеального Человека-Икс.
Хэвок и его давняя любовница Полярис имели отношение любви-ненависти с командой. Двое также были членами мутантной команды Фактор-Икс, финансированная Пентагоном. После расформирования Фактора-Икс, Хэйвок выступил в главной роли в серии Mutant X, в которой он исследовал странную альтернативную действительность. Позже он вернулся к Людям Икс. В данный момент Хэвок — лидер команды Икс-Фактор.

## Силы и способности
Хэвок — мутант, способный поглощать окружающую энергию, в основном космическую радиацию, и за её счет генерировать волны раскаленной плазмы, эту способность ему трудно контролировать. Обладает иммунитетом к лучам Циклопа, но и силы Хэвока не действуют против Скотта. Также у него повышенная устойчивость к сверхспособностям Вулкана, но степень этой устойчивости напрямую зависит от его концентрации

## Альтернативная реальность

### Ultimate Marvel
Основная статья: Хавок (Ultimate Marvel)
В Ultimate X-Men Алекс Саммерс, известный также под именем Хэвок. Студент из академии Будущего мутантов миротворческого отряда Эммы Фрост. В этой версии он является другом и товарищем по команде Полярис, также её парнем.
В этой версии он также является братом Циклопа. Как в традиционных комиксах, их отношение враждебные. Однако, есть несколько ключевых отличий: во-первых, Алекс является старшим братом, а в других версиях он младший; во-вторых, в этой версии, Алекс и Скотт часто противоречат друг другу, как идеологически, так физически; и в-третьих, не заинтересованы в налаживании расколов. Идеологически их разрыв свидетельствует, из-за того что Алекс учился в институте Эммы Фрост Академии Будущего. Также в этой версии они со Скоттом соперничают из-за Полярис. Сотрудничал со своим братом лишь дважды, когда были в большой опасности, но в целом, они имеют много родственных вопросов, отделяющих их.
Во время Ультиматума, Алекс не был найден среди убитых Множителем товарищей по команде Академии Будущего, он считался пропавшим без вести. Позже выяснилось, что Алекс выжил и находился в психиатрической лечебнице. Вскоре он стал видеть призрака Скотта Саммерса. Затем Алекса забрал из психиатрической лечебницы Натаниель Эссекс и доставил его Лайле Миллер.

## Хэвок вне комиксов

### Мультсериалы
- Хэвок появился в серии «Холодный комфорт» сериала Люди Икс, где был членом команды Икс-Фактор. Он сражался с Циклопом, но их лучи не действовали друг на друга, что является отсылкой к комиксам, где они являются братьями. К концу сериала Алекс и Скотт так и не узнали о своём родстве.
- Хэвок появлялся в нескольких сериях сериала «Люди Икс: Эволюция».
- Также Алекс был кратко упомянут Циклопом в мультсериале «Росомаха И Люди Икс»

### Фильмы
- Лукас Тилл исполнил роль Хэвока в фильме 2011 года «Люди Икс: Первый Класс».[2] Здесь он также плохо контролирует свои силы, и поэтому в его супер-костюм встроили прибор концентрирования, который был повреждён ближе к финалу. Его родство со Скоттом не упоминается.
- В фильме «Люди Икс: Дни минувшего будущего» Тилл вновь играет Хэвока в краткой сцене, где Рэйвен спасает его во Вьетнаме от отправки на исследования в лабораторию Боливара Траска, разработчика оружия против мутантов.[3]
- Также Хэвок появляется в фильме «Люди Икс: Апокалипсис», где его так же играет Лукас Тилл. В этом фильме он является старшим братом Скотта. Он приводит Скотта в школу Ксавье. В середине фильма, во время похищения профессора Ксавье Апокалипсисом, он погибает от взрыва, который он же и спровоцировал, случайно попав своим лучом в двигатель Чёрного Дрозда.